# 1908
| [ Edytuj tabelę ]                                                | |
| Król Polski (tytularny)                                          | - 1894 Mikołaj II Romanow 1917 |
| Król Afganistanu                                                 | - 1901 Habibullah Chan 1919 |
| Współksiążęta Andory                                             | - 1907 Joan Baptista Benlloch i Vivó 1919 - 1906 Armand Fallières 1913                                                             |
| Prezydent Argentyny                                              | - 1906 José Figueroa Alcorta 1910                                                                                                  |
| Premier Australii                                                | - 1905 Alfred Deakin 1908 - 1908 Andrew Fisher 1909                                                                                |
| Cesarz Austrii                                                   | - 1848 Franciszek Józef I 1916 |
| Król Bawarii                                                     | - 1886 Otto 1913 |
| Król Belgów                                                      | - 1865 Leopold II 1909 |
| Premier Belgii                                                   | - 1907 Jules De Trooz 1908 - 1908 Frans Schollaert 1911                                                                            |
| Król Bhutanu                                                     | - 1907 Ugyen Wangchuck 1926 |
| Prezydent Boliwii                                                | - 1904 Ismael Montes 1909 |
| Prezydent Brazylii                                               | - 1906 Afonso Pena 1909 |
| Sułtan Brunei                                                    | - 1906 Muhammad Jamalul Alam II 1924                                                                                               |
| Car Bułgarii                                                     | - 1887 Ferdynand I Koburg 1918 |
| Premier Bułgarii                                                 | - 1907 Petyr Gudew 1908 - 1908 Aleksandyr Malinow 1911                                                                             |
| Prezydent Chile                                                  | - 1906 Pedro Montt 1910 |
| Cesarz Chin                                                      | - 1875 Guangxu 1908 - 1908 Puyi (Xuantong) 1912                                                                                    |
| Premier Czarnogóry                                               | - 1907 Lazar Tomanović 1912 |
| Król Czech                                                       | - 1848 Franciszek Józef I 1916 |
| Król Danii                                                       | - 1906 Fryderyk VIII 1912 |
| Premier Danii                                                    | - 1905 Jens Christian Christensen 1908 - 1908 Niels Neergaard 1909                                                                 |
| Dalajlama                                                        | - 1878 Thubten Gjaco 1933 |
| Prezydent Dominikany                                             | - 1906 Ramón Cáceres 1911 |
| Władca Egiptu                                                    | - 1892 Abbas II Hilmi 1914 |
| Premier Egiptu                                                   | - 1895 Mustafa Fahmi Pasza 1908 - 1908 Butrus Ghali 1910                                                                           |
| Prezydent Ekwadoru                                               | - 1906 Eloy Alfaro 1911 |
| Cesarz Etiopii                                                   | - 1889 Menelik II 1913 |
| Prezydent Francji                                                | - 1906 Armand Fallières 1913 |
| Premier Francji                                                  | - 1906 Georges Clemenceau 1909 |
| Król Grecji                                                      | - 1863 Jerzy I 1913 |
| Prezydent Gwatemali                                              | - 1898 Manuel Estrada Cabrera 1920                                                                                                 |
| Prezydent Haiti                                                  | - 1902 Pierre Nord Alexis 1908 - 1908 François C. Antoine Simon 1911                                                               |
| Król Hiszpanii                                                   | - 1886 Alfons XIII 1931 |
| Premier Hiszpanii                                                | - 1907 Antonio Maura 1909 |
| Król Holandii                                                    | - 1890 Wilhelmina 1948 |
| Premier Holandii                                                 | - 1905 Theodoor Herman de Meester 1908 - 1908 Theo Heemskerk 1913                                                                  |
| Prezydent Hondurasu                                              | - 1907 Miguel R. Dávila 1911 |
| Szach Iranu                                                      | - 1907 Mohammad Ali Szah 1909 |
| Premier Iranu                                                    | - 1907 Hossein Quli Khan Mafi 1908 - 1908 Morteza Qoli Khan Hedayat 1908 - 1908 Kamran Mirza Nayeb es-Saltaneh 1909                |
| Władca Indii                                                     | - 1901 Edward VII 1910 |
| Król Irlandii                                                    | - 1901 Edward VII 1910 |
| Cesarz Japonii                                                   | - 1867 Mutsuhito 1912 |
| Premier Japonii                                                  | - 1906 Kinmochi Saionji 1908 - 1908 Tarō Katsura 1911                                                                              |
| Kalif                                                            | - 1876 Abdülhamid II 1909 |
| Premier Kanady                                                   | - 1896 Wilfrid Laurier 1911 |
| Emir Kataru                                                      | - 1878 Kasim ibn Muhammad Al Sani 1913                                                                                             |
| Prezydent Kolumbii                                               | - 1904 Rafael Reyes 1908 - 1908 Euclides de Angulo 1908 - 1908 Rafael Reyes 1909                                                   |
| Patriarcha Konstantynopola                                       | - 1901 Joachim III 1912 |
| Władca Korei                                                     | - 1907 Sunjong 1910 |
| Prezydent Kostaryki                                              | - 1906 Cleto González Víquez 1910                                                                                                  |
| Prezydent Kuby                                                   | - 1906 Charles Magoon 1909 |
| Prezydent Liberii                                                | - 1904 Arthur Barclay 1912 |
| Książę Liechtensteinu                                            | - 1858 Jan II Dobry 1929 |
| Wielki książę Luksemburga                                        | - 1905 Wilhelm IV 1912 |
| Premier Luksemburga                                              | - 1888 Paul Eyschen 1915 |
| Sułtan Maroka                                                    | - 1894 Abd al-Aziz IV 1908 - 1908 Abd al-Hafiz 1913                                                                                |
| Prezydent Meksyku                                                | - 1884 Porfirio Díaz 1911 |
| Książę Monako                                                    | - 1889 Albert I 1922 |
| Król Nepalu                                                      | - 1881 Prithvi 1911 |
| Premier Nepalu                                                   | - 1901 Chandra Shumsher Jang Bahadur Rana 1929                                                                                     |
| Cesarz Niemiec                                                   | - 1888 Wilhelm II Hohenzollern 1918                                                                                                |
| Kanclerz Niemiec                                                 | - 1900 Bernhard von Bülow 1909 |
| Prezydent Nikaragui                                              | - 1893 José Santos Zelaya 1909 |
| Król Norwegii                                                    | - 1905 Haakon VII 1957 |
| Premier Norwegii                                                 | - 1907 Jørgen Løvland 1908 - 1908 Gunnar Knudsen 1910                                                                              |
| Premier Nowej Zelandii                                           | - 1906 Joseph Ward 1912 |
| Sułtan Omanu                                                     | - 1888 Fajsal ibn Turki 1913 |
| Prezydent Panamy                                                 | - 1904 Manuel Amador Guerrero 1908 - 1903 José Domingo de Obaldía 1910                                                             |
| Papież                                                           | - 1903 Pius X 1914 |
| Prezydent Paragwaju                                              | - 1906 Benigno Ferreira 1908 - 1908 Emiliano González Navero 1910                                                                  |
| Prezydent Peru                                                   | - 1904 José Pardo 1908 - 1908 Augusto B. Leguía 1912                                                                               |
| Król Portugalii                                                  | - 1889 Karol 1908 - 1908 Manuel II 1910                                                                                            |
| Premier Portugalii                                               | - 1906 João Franco 1908 - 1908 Francisco Joaquim Ferreira do Amaral 1908 - 1908 Artur Alberto de Campos Henriques 1909             |
| Król Prus                                                        | - 1888 Wilhelm II 1918 |
| Car Rosji                                                        | - 1894 Mikołaj II 1917 |
| Premier Rosji                                                    | - 1906 Piotr Stołypin 1911 |
| Król Rumunii                                                     | - 1881 Karol I 1914 |
| Premier Rumunii                                                  | - 1907 Dimitrie Sturdza 1908 - 1908 Ion I.C. Brătianu 1910                                                                         |
| Król Saksonii                                                    | - 1904 Fryderyk August III Wettyn 1918                                                                                             |
| Prezydent Salwadoru                                              | - 1907 Fernando Figueroa 1911 |
| Kapitanowie regenci San Marino                                   | - 1907 Giuseppe Angeli Francesco Valli 1908 - 1908 Menetto Bonelli Gustavo Babboni 1908 - 1908 Olinto Amati Raffaele Michetti 1909 |
| Sekretarz Stanu do spraw Politycznych i Zagranicznych San Marino | - 1908 Menetto Bonelli 1918 |
| Król Serbii                                                      | - 1903 Piotr Karadziordziewić 1918                                                                                                 |
| Prezydent Szwajcarii                                             | - 1908 Ernst Brenner 1908 |
| Król Szwecji                                                     | - 1907 Gustaw V 1950 |
| Premier Szwecji                                                  | - 1906 Arvid Lindman 1911 |
| Król Tajlandii                                                   | - 1868 Chulalongkorn 1910 |
| Król Tonga                                                       | - 1893 Jerzy Tupou II 1918 |
| Premier Tonga                                                    | - 1905 Sione Mateialona 1912 |
| Sułtan Turków                                                    | - 1876 Abdülhamid II 1909 |
| Prezydent Urugwaju                                               | - 1907 Claudio Wílliman 1911 |
| Prezydent USA                                                    | - 1901 Theodore Roosevelt 1909 |
| Prezydent Wenezueli                                              | - 1899 Cipriano Castro 1908 - 1908 Juan Vicente Gómez 1913                                                                         |
| Król Węgier                                                      | - 1848 Franciszek Józef I 1916 |
| Premier Węgier                                                   | - 1906 Sándor Wekerle 1910 |
| Monarcha Wielkiej Brytanii                                       | - 1901 Edward VII 1910 |
| Premier Wielkiej Brytanii                                        | - 1905 Henry Campbell- -Bannerman 1908 - 1908 Herbert Henry Asquith 1916                                                           |
| Król Włoch                                                       | - 1900 Wiktor Emanuel III 1946 |

Rok 1908 / MCMVIII
stulecia: XIX wiek ~
XX wiek ~
XXI wiek

dziesięciolecia:
1870–1879 •
1880–1889 •
1890–1899 •
1900–1909
• 1910–1919
• 1920–1929
• 1930–1939

lata: 1898 «
1903 «
1904 «
1905 «
1906 «
1907 «
1908
» 1909
» 1910
» 1911
» 1912
» 1913
» 1918

## Wydarzenia w Polsce
- 7 lutego – w Warszawie uruchomiono Elektrownię Tramwajową.
- 21 marca – założono Chorzowską Spółdzielnię Mieszkaniową.
- 26 marca – w Warszawie uruchomiono pierwszą elektryczną linię tramwajową.
- 2 maja – Irena Solska wywołała w Krakowie skandal, pojawiwszy się nago (acz osłonięta tiulem i własnymi włosami) w wystawionej w Teatrze Miejskim sztuce Leopolda Staffa o Lady Godivie.
- 4 czerwca – Mistrzostwa Galicji w chodzie sportowym: trasa Stryj–Lwów, dystans 70 km, Tadeusz Kuchar, 9:01.30,0 s. (z 2 obowiązkowymi 20-min przerwami).
- 10 czerwca – na stokach warszawskiej Cytadeli został stracony Erazm Hejło, 18-letni bojowiec PPS.
- 16 lipca – w wyniku gwałtownej powodzi wywołanej oberwaniem chmury we wsi Juszczyna koło Żywca zginęło 21 osób.
- 19 sierpnia – powstał Łódzki Klub Sportowy pod nazwą Łodzianka.
- 20 września – odbyły się pierwsze odnotowane w prasie piłkarskie derby Krakowa.
- 26 września – w okolicy Bezdan na Wileńszczyźnie, Józef Piłsudski z grupą bojowców z PPS dokonał napadu na rosyjski pociąg pocztowy.
- 4 października – pierwszy Polak przebiegł 400 m w czasie krótszym niż 1 minuta: Tadeusz Kuchar (Pogoń Lwów), czas: 56,7 s.
- 9 października – na stokach warszawskiej Cytadeli został przez Rosjan powieszony Józef Mirecki ps. „Montwiłł”, jeden z przywódców Organizacji Bojowej PPS.
- 22 października – premiera pierwszego polskiego filmu fabularnego Antoś pierwszy raz w Warszawie.
- 29 listopada – otwarto dla ruchu pasażerskiego linię tramwaju konnego w Mrozach[1].
- Lwów: Wawrzyniec Dayczak założył Drużyny Bartoszowe.
- Łódź: zainstalowano pierwsze elektryczne oświetlenie ulic i placów (gazowe istniało od 1867).
- Dębica: powstał klub sportowy Wisłoka Dębica.
- Ostrów Wielkopolski: powstał, jako pierwszy polski w Poznańskiem, Gimnazjalny Klub Sportowy Venetia.
- Warszawa: otwarto kolejowy most przy Cytadeli. Dotychczasowy dwupoziomowy most został przystosowany do ruchu wyłącznie pieszego i kołowego.
- Reichstag:
  - uchwalił ustawę o stowarzyszeniach, zawierającą antypolski tzw. paragraf kagańcowy.
  - wobec braku pozytywnych wyników dotychczasowych działań Komisji Kolonizacyjnej, uchwalił Ustawę Wywłaszczeniową.

## Wydarzenia na świecie
- 1 stycznia – kula reprezentująca koniec starego roku i początek nowego, została opuszczona po raz pierwszy na Times Square w Nowym Jorku.
- 8 stycznia – doszło do kolizji pociągu w tunelu pod ulicą Park Avenue w Nowym Jorku, zginęło 17 osób, a 38 odniosło rany.
- 11 stycznia – Park Narodowy Wielkiego Kanionu został uznany za Narodowy Pomnik w USA (26 lutego 1919 uzyskał status Narodowego Parku).
- 12 stycznia – z Wieży Eiffla w Paryżu po raz pierwszy został wysłany radiowy sygnał na duży dystans.
- 15 stycznia – w Chicago ukazał się pierwszy numer Dziennika Związkowego.
- 21 stycznia:
  - w Wiedniu odbyła się premiera operetki Mąż trzech żon Ferenca Lehára.
  - w Nowym Jorku weszło w życie prawo zabraniające kobietom palenia tytoniu w miejscach publicznych.
- 24 stycznia – Robert Baden-Powell rozpoczął ruch młodzieżowy – skauting. W Polsce jego prekursorem był Andrzej Małkowski, uważany za twórcę harcerstwa – polskiej odmiany skautingu.
- 27 stycznia – Philibert Jacques Melotte odkrył księżyc Jowisza – Pazyfae.
- 1 lutego – król Portugalii Karol I i jego syn książę Luís Filipe zostali zamordowani w zamachu na rodzinę królewską w Lizbonie. Nowym królem został ranny w zamachu młodszy syn – Manuel II Patriota.
- 3 lutego – założono klub sportowy Panathinaikos AO.
- 11 lutego – 308 run zdobyła Australia, pokonując Anglię w meczu krykietowym.
- 12 lutego:
  - Theo Heemskerk został premierem Holandii.
  - rozpoczął się rajd samochodowy dookoła świata z Nowego Jorku do Paryża.
- 18 lutego – w Japonii emigracja do Stanów Zjednoczonych zostaje zabroniona.
- 25 lutego – w Los Angeles powstaje, należący do społeczności chrześcijaństwa ewangelicznego (nurt protestantyzmu), Biblijny Instytut (dzisiaj Uniwersytet Biola – ang. Biola University).
- 4 marca:
  - założono Uniwersytet w Pretorii (RPA).
  - 175 osób (172 uczniów, 2 nauczycieli i strażak) zginęło w pożarze szkoły w Colinwood (dziś dzielnica Cleveland w stanie Ohio).
- 6 marca – uruchomiono komunikację tramwajową w Delhi.
- 9 marca – został założony klub sportowy Inter Mediolan.
- 12 marca – odbył się pierwszy lot samolotu Aerodrome No.1, zbudowanego przez amerykańsko-japoński zespół badawczy Aerial Experiment Associacion.
- 15 marca – w Szanghaju uruchomiono pierwszą linię tramwajową.
- 17 marca – ukazał się pierwszy numer polonijnej Gazety Katolickiej w Kanadzie.
- 19 marca – Gunnar Knudsen został premierem Norwegii.
- 23 marca – niemiecki astronom Max Wolf odkrył planetoidę (659) Nestor.
- 25 marca – w Brazylii został założony klub piłkarski Clube Atlético Mineiro.
- 3 kwietnia – premier Wielkiej Brytanii Henry Campbell-Bannerman podał się do dymisji z powodu złego stanu zdrowia.
- 5 kwietnia:
  - Herbert Henry Asquith został premierem Wielkiej Brytanii.
  - w rozegranym w Bazylei swym pierwszym oficjalnym meczu reprezentacja Niemiec w piłce nożnej przegrała ze Szwajcarią 3:5.
- 10 kwietnia – w Chicago, na powierzchni około 18 000 m², została otwarta cieplarnia (Garfield Park Conservatory) zaprojektowana przez architekta krajobrazu Jensa Jansena.
- 18 kwietnia – zdławiono ostatnie antyholenderskie powstanie na wyspie Bali.
- 19 kwietnia – w Bejrucie uruchomiono komunikację tramwajową.
- 21 kwietnia:
  - Amerykanin Frederick Cook miał jako pierwszy osiągnąć biegun północny. Późniejsze obliczenia wykazały, że dotarł jedynie w jego pobliże.
  - założono klub piłkarski Víkingur Reykjavík.
- 23 kwietnia – utworzono Rezerwy Armii Stanów Zjednoczonych.
- 24 kwietnia – w miejscowości Amite w Luizjanie tornado pozbawiło życia 143 osoby, a raniło 770 osób, było to siódme pod względem liczby ofiar tornado w USA.
- 26 kwietnia – amerykański astronom Joel Hastings Metcalf odkrył planetoidę (756) Lilliana.
- 27 kwietnia–31 października – odbyły się Letnie Igrzyska Olimpijskie w Londynie.
- 28 kwietnia – Szwajcar Hector Hodler założył Universala Esperanto-Asocio (UEA), największą międzynarodową organizację użytkowników języka esperanto.
- 30 kwietnia – japoński lekki krążownik „Matsushima” zatonął w wyniku wybuchu amunicji u wybrzeży archipelagu Peskadorów; zginęło 206 spośród 347 członków załogi.
- Maj – we francuskim Camp de Avours, z udziałem Wilbura Wrighta utworzono pierwszą w historii, cywilną szkołę lotniczą.
- 1 maja – został założony klub sportowy Fram.
- 5 maja – wszedł do służby niemiecki pancernik „Schlesien”.
- 8 maja – w Sankt Petersburgu powstała polska Korporacja Akademicka Sarmatia.
- 14 maja – bracia Wright odbyli pierwszy lot samolotem z pasażerem.
- 15 maja – założono Międzynarodową Federację Hokeja na Lodzie (IIHF).
- 27 maja – założono klub piłkarski RSC Anderlecht.
- 20 czerwca – założono słowacki klub piłkarski MŠK Žilina.
- 21 czerwca – 25 tys. sufrażystek demonstrowało w londyńskim Hyde Parku, żądały w ten sposób prawa głosu dla kobiet.
- 30 czerwca – na Syberii w pobliżu miejscowości Podkamienna Tunguzka miała miejsce tak zwana katastrofa tunguska – potężna eksplozja o sile 1000-krotnie większej od bomby atomowej zrzuconej na Hiroshimę. Naukowcy twierdzą, że nie był to meteoryt (ze względu na brak minerałów), a kometa.
- 3 lipca – wybuchła rewolucja młodoturecka w Imperium Osmańskim, sułtan Abdülhamid II został zmuszony do przestrzegania konstytucji z 1876.
- 4 lipca – został obalony prezydent Paragwaju Benigno Ferreira. Nowym prezydentem został dotychczasowy wiceprezydent Emiliano González Navero.
- 6 lipca – amerykański podróżnik i odkrywca Robert Edwin Peary wypłynął z Nowego Jorku na wyprawę arktyczną w celu zdobycia bieguna północnego.
- 10 lipca – holenderski chemik Heike Kamerlingh Onnes po raz pierwszy uzyskał ciekły hel.
- 13 lipca – kobiety po raz pierwszy biorą udział w zmaganiach olimpijskich.
- 19 lipca – został założony holenderski klub sportowy Feyenoord Rotterdam.
- 22 lipca:
  - w USA powstało przedsiębiorstwo „Fisher Body Company” produkujące karety i karoserie samochodowe, później wchodzące w skład General Motors Corporation.
  - w Londynie, podczas IO, Amerykanin Charles Bacon zdobył złoty medal olimpijski w biegu na 400 m ppł. ustanawiając nowy rekord świata wynikiem 55,0 s.
- 24 lipca – w trakcie IV Letnich Igrzysk Olimpijskich w Londynie zdyskwalifikowano włoskiego zwycięzcę biegu maratońskiego Włocha Dorando Pietriego, któremu w czasie finiszu na stadionie, po kilku upadkach spowodowanych wyczerpaniem, pomagali wstawać sędziowie. Mistrzem olimpijskim został drugi na mecie Amerykanin Johnny Hayes.
- 25 lipca – w Londynie, podczas IO, Amerykanin Forrest Smithson zdobył złoty medal olimpijski w biegu na 110 m ppł. ustanawiając nowy rekord świata wynikiem 15,0 s.
- 26 lipca – prokurator generalny w USA Charles Joseph Bonaparte, wydał polecenie utworzenia biura dochodzeniowego, później nazwanego Federal Bureau of Investigation (FBI) – głównej agencji kontrwywiadowczej w Stanach Zjednoczonych.
- 5 sierpnia – na południu Niemiec rozbił się i spłonął sterowiec LZ 4.
- 7 sierpnia – w Austrii znaleziono Wenus z Willendorfu, kobiecą figurkę sprzed 22000–24000 lat.
- 24 sierpnia:
  - ukazuje się pierwsza tybetańskojęzyczna gazeta.
  - po intensywnych zmaganiach o władzę podczas wojny domowej w Maroku, sułtan Abd al-Aziz IV abdykuje, a na tronie zasiada jego brat Mulaj Abd al-Hafiz (data proklamacji).
- 8 września – zostało ujawnione, że duński minister sprawiedliwości Peter Adler Alberti dokonał malwersacji.
- 12 września – Winston Churchill ożenił się z Clementine Hozier.
- 16 września – powstał General Motors Corporation, amerykański koncern przemysłowy.
- 17 września – Thomas Selfridge stał się pierwszą ofiarą katastrofy lotniczej w miejscowości Fort Myer w Wirginii. Samolot był pilotowany przez Orville’a Wrighta, który również odniósł poważne obrażenia, lecz przeżył.
- 20 września – w wyniku epidemii cholery w Petersburgu zmarło ok. 7 tys. osób.
- 22 września – Bułgaria uzyskała pełną niepodległość. Carem został Ferdynand I Koburg.
- 23 września – został otwarty Uniwersytet Alberty w kanadyjskim mieście Edmonton.
- 1 października – rozpoczęto produkcję Forda T.
- 5 października:
  - Bułgaria proklamowała niepodległość od Turcji.
  - Austro-Węgry dokonały aneksji Bośni (niektóre źródła podają 6 października).
- 14 października – Chicago Cubs zdobyło trofeum baseballowe World Series wygrywając z Detroit Tigers 2:0 w piątym meczu, była to druga wygrana w World Series z rzędu (pierwsza w 1907).
- 16 października – lot pierwszego samolotu wojskowego na Wyspach Brytyjskich (Farnborough) – pilot: Samuel Cody(inne języki)
- 3 listopada – William Howard Taft pokonał Williama Bryana w wyborach na prezydenta USA.
- 6 listopada – Dziki Zachód: Najprawdopodobniej bandyci Butch Cassidy i Sundance Kid zostali zabici w Boliwii, otoczeni przez oddział żołnierzy. Było dużo pogłosek zaprzeczających tym informacjom i ich groby zostały bezimienne.
- 9 listopada – Elizabeth Garrett Anderson została wybrana na burmistrza Aldeburgh jako pierwsza kobieta w historii Anglii.
- 13 listopada – Andrew Fisher zostaje premierem Australii.
- 15 listopada – utworzono Kongo Belgijskie.
- 2 grudnia – zmiana cesarzy w Chinach wywodzących się z mandżurskiej dynastii Qing, po śmierci cesarzowej Cixi na tron wstąpił ostatni cesarz Puyi.
- 17 grudnia – na Słowacji zainaugurowały działalność Tatrzańskie Koleje Elektryczne.
- 21 grudnia – zainaugurował działalność Uniwersytet Kairski.
- 28 grudnia – wielkie trzęsienie ziemi we Włoszech powoduje zniszczenia w Mesynie na Sycylii i w regionie Kalabria, około 75 tys. zostało zabitych (7 stopni w skali Richtera).
- 31 grudnia – Wilbur Wright ustanowił rekord długości lotu samolotem (124,7 km).
- Dowody okrucieństw zebrane przez brytyjskiego dyplomatę Rogera Casementa zmuszają króla Belgów Leopolda II Koburga do reform w jego prywatnej kolonii Kongo.
- W Anglii wychodzi pierwsze wydanie encyklopedii dla dzieci (The Children’s Encyclopædia), encyklopedia ta była wydawana do 1964.
- Henri Matisse, francuski malarz uważany za najsłynniejszego fowistę, otwiera swą prywatną akademię sztuki.
- Na południu Francji w miejscowości Le Moustier został odnaleziony szkielet chłopca Neandertalczyka sprzed około 40 tys. lat.
- Został założony grecki klub sportowy Panathinaikos AO.
- Meksykański klub sportowy „Club Unión” zmienia swą nazwę na Chivas Guadalajara.
- Francuskie przedsiębiorstwo Clement Bayard rozpoczęło produkcję 5 wersji sterowców dla wojsk lądowych: Chorąży Vincenot (obj. 9000 m³), Dupuy de Lome (5500 m³), Fleurus (5500 m³), Liberté (5500 m³) i Colonel Renard (5000 m³).

## Urodzili się
- 1 stycznia:
  - Henryk Golański, polski inżynier elektryk, dyplomata, polityk (zm. 1995)
  - Kazimiera Moskalówna, polska nauczycielka, działaczka PTTK (zm. 1977)
  - Bill Tapia, amerykański muzyk (zm. 2011)
  - Stanisław Winczewski, polski aktor, reżyser teatralny (zm. 1972)
- 2 stycznia:
  - Józef Markow, polski murarz, polityk, poseł na Sejm PRL (zm. 1973)
  - Sekundyn Pollo, włoski duchowny katolicki, błogosławiony (zm. 1941)
  - Jan Tchórznicki, polski komandor podporucznik (zm. 1972)
- 3 stycznia – Marian Strzelbicki, polski podporucznik rezerwy kawalerii (zm. 1940)
- 4 stycznia:
  - Romuald Feja, polski piłkarz (zm. 1984)
  - Alfons Łosowski, polski rzeźbiarz, malarz, rysownik (zm. 1988)
- 5 stycznia:
  - Anna Daszyńska, polska aktorka (zm. 1953)
  - Jirō Satō, japoński tenisista (zm. 1934)
- 8 stycznia:
  - William Hartnell, brytyjski aktor (zm. 1975)
  - Pál Titkos, węgierski piłkarz, trener (zm. 1988)
- 9 stycznia – Simone de Beauvoir, francuska pisarka, feministka (zm. 1986)
- 10 stycznia – Beata Hłasko, polska tłumaczka literatury skandynawskiej (zm. 1975)
- 11 stycznia – Leon Murzynowski, polski przedsiębiorca, prezydent Poznania (zm. 1965)
- 15 stycznia:
  - Mieczysław Jastrzębski, polski działacz komunistyczny (zm. 1968)
  - Edward Kobyliński, polski wioślarz (zm. 1992)
- 16 stycznia:
  - Jan Tytus Dołęga-Zakrzewski, polski kapitan, lekarz wojskowy (zm. 1940)
  - Jan Koecher, polski aktor, reżyser filmowy i teatralny (zm. 1981)
  - Ethel Merman, amerykańska aktorka, piosenkarka (zm. 1984)
- 18 stycznia – Stanisław Stomma, polski działacz polityczny (zm. 2005)
- 20 stycznia – Stanisław Czerniec, polski duchowny katolicki, kanonik (zm. 1986)
- 21 stycznia:
  - Otto Lang(inne języki), amerykański producent filmowy, narciarz, instruktor narciarstwa pochodzenia austriackiego (zm. 2006)
  - Bengt Strömgren, duński astronom, astrofizyk (zm. 1987)
- 22 stycznia – Lew Landau, rosyjski fizyk, laureat Nagrody Nobla (zm. 1968)
- 23 stycznia – Ludwig Hahn, niemiecki prawnik, zbrodniarz wojenny (zm. 1986)
- 24 stycznia – Barbara Ludwiżanka, polska aktorka (zm. 1990)
- 29 stycznia – Julian Tarnawski, polski sędzia, porucznik rezerwy (zm. 1940)
- 30 stycznia – Antonín Veverka, czeski taternik, alpinista i działacz turystyczny (zm. 1959)
- 3 lutego – Zdzisław Antoniewicz, polski dziennikarz i sportowiec pochodzenia ormiańskiego (zm. 1984)
- 12 lutego:
  - Olga Benario-Prestes, niemiecka i brazylijska rewolucjonistka, działaczka Kominternu (zm. 1942)
  - Jacques Herbrand, francuski matematyk (zm. 1931)
- 15 lutego:
  - Gösta Brodin, szwedzki żeglarz, medalista olimpijski (zm. 1979)
  - Józef Iwanek, polski działacz komunistyczny (zm. 1959)
- 18 lutego – Helena Paszkiewicz, polska wojskowa, major lotnictwa (zm. 2001)
- 19 lutego – Jan Oderfeld, polski profesor, matematyk, inżynier, konstruktor silników lotniczych (zm. 2010)
- 21 lutego – Maksymilian Binkiewicz, polski duchowny katolicki, męczennik, błogosławiony (zm. 1942)
- 26 lutego:
  - Tex Avery, amerykański twórca kreskówek (zm. 1980)
  - Franciszek Drzewiecki, polski orionista, męczennik, błogosławiony katolicki (zm. 1942)
  - Anna Szczetinina, radziecka kapitan dalekowschodniej żeglugi morskiej (zm. 1999)
- 29 lutego – Hugo Johnson, szwedzki żeglarz, medalista olimpijski (zm. 1983)
- 3 marca – Constant Joacim, belgijski piłkarz (zm. 1979)
- 4 marca:
  - Kazimierz Gumiński, polski fizykochemik (zm. 1983)
  - Kazimierz Kopczyński, polski malarz (zm. 1992)
- 5 marca:
  - Christian Boussus, francuski tenisista (zm. 2003)
  - Fritz Fischer, niemiecki historyk (zm. 1999)
  - Ludwig Goldbrunner, niemiecki piłkarz, trener (zm. 1981)
  - Rex Harrison, brytyjski aktor (zm. 1990)
  - István Palotás, węgierski piłkarz, trener (zm. 1987)
  - Teodor Parnicki, polski pisarz (zm. 1988)
- 6 marca:
  - Zofia Jasińska-Filipowska, polska aktorka pochodzenia żydowskiego (zm. 2003)
  - Víctor Peralta, argentyński bokser (zm. 1995)
- 7 marca – Anna Magnani, włoska aktorka, scenarzystka filmowa (zm. 1973)
- 10 marca:
  - Daniel Cederberg, szwedzki duchowny luterański, działacz ekumeniczny (zm. 1969)
  - Tojiali Boboyev, sowiecki wojskowy, Bohater Związku Radzieckiego (zm. 1984)
- 12 marca – Józef Kaszewski, polski nauczyciel, polityk, poseł na Sejm PRL (zm. 1986)
- 13 marca – Stefan Majchrowski, polski pisarz, oficer kawalerii (zm. 1988)
- 15 marca – Helena Mężyńska, polska wojskowa, porucznik, członkini ZWZ-AK (zm. 1944)
- 20 marca – Michael Redgrave, brytyjski aktor, reżyser, scenarzysta, producent filmowy, autor (zm. 1985)
- 21 marca:
  - Stanisław Bober, polski fotografik, malarz (zm. 1990)
  - Janina Macierzewska, polska pisarka (zm. 1998)
- 22 marca:
  - Jack Crawford, australijski tenisista (zm. 1991)
  - Warren Ingersoll, amerykański hokeista na trawie (zm. 1995)
  - Henryk Krzysztofik, polski kapucyn, męczennik, błogosławiony katolicki (zm. 1942)
- 27 marca – Teodor Błachowiak, polski działacz partyjny, przewodniczący MRN w Toruniu (zm. 1994)
- 29 marca:
  - Arthur O’Connell, amerykański aktor (zm. 1981)
  - Bob Weighton, angielski superstulatek, najstarszy mężczyzna na świecie (zm. 2020)
- 30 marca:
  - Olle Rinman, szwedzki żeglarz, olimpijczyk (zm. 1985)
  - Witold Urbanowicz, pilot Wojska Polskiego, as myśliwski, dowódca Dywizjonu 303 (zm. 1996)
- 1 kwietnia:
  - Rote Hellström, fiński żeglarz, olimpijczyk (zm. 1995)
  - Zofia Hoszowska-Kretowa, polska nauczycielka, harcmistrzyni (zm. 1983)[2]
- 3 kwietnia:
  - Feliks Pisula, polski inżynier rolnik i polityk, minister (zm. 1995)
  - Anna Sipos, węgierska tenisistka stołowa (zm. 1988)
- 4 kwietnia:
  - Alfred Adam, francuski aktor (zm. 1982)
  - Nikołaj Firiubin, radziecki polityk, dyplomata (zm. 1983)
- 5 kwietnia:
  - Bette Davis, amerykańska aktorka (zm. 1989)
  - Herbert von Karajan, austriacki dyrygent (zm. 1989)
- 8 kwietnia – Tadeusz Kondrat, polski aktor (zm. 1994)
- 11 kwietnia – Cecylia Vetulani, polska historyczka sztuki, konserwatorka zabytków (zm. 1980)
- 12 kwietnia – Juliusz Glatty, polski scenograf, reżyser, aktor, rzeźbiarz i marionetkarz (zm. 1984)[3]
- 16 kwietnia – Wojciech Kołaczkowski, polski lotnik, dowódca Dywizjonu 303 (zm. 2001)
- 17 kwietnia – Helena Bełkowska, polska aktorka (zm. 1994)
- 18 kwietnia – Honorat Zorraquino Herrero, hiszpański lasalianin, męczennik, błogosławiony katolicki (zm. 1936)
- 19 kwietnia – Irena Eichlerówna, polska aktorka dramatyczna (zm. 1990)
- 22 kwietnia – Ludwika Wawrzyńska, polska nauczycielka (zm. 1955)
- 24 kwietnia:
  - Adolf Bożyński, polski aktor teatralny i radiowy, piosenkarz, żołnierz 2 Korpusu Polskiego (zm. 1980)
  - Józef Gosławski, polski rzeźbiarz i medalier (zm. 1963)
- 28 kwietnia:
  - Ethel Catherwood, kanadyjska lekkoatletka, skoczkini wzwyż i oszczepniczka (zm. 1987)
  - Oskar Schindler, niemiecki przemysłowiec (zm. 1974)
- 29 kwietnia:
  - Antonio Arribas Hortigüela, hiszpański zakonnik, męczennik, błogosławiony katolicki (zm. 1936)
  - Piotr Stolarek, polski polityk komunistyczny, prezydent Gdańska (zm. 1976)
  - Jack Williamson, amerykański pisarz science fiction (zm. 2006)
- 30 kwietnia – Andrzej Nowikow, polski sportowiec, trener, ratownik górski, oficer (zm. 1939 lub 1940)
- 1 maja:
  - Izabela Horodecka, żołnierz AK, uczestniczka powstania warszawskiego, działaczka PTTK (zm. 2010)
  - Otto Oktavián Krejčí, słowacki przewodnik i ratownik tatrzański (zm. 1978)
  - Krystyna Skarbek, agentka brytyjskiej tajnej służby SOE (zm. 1952)
- 18 maja – Moisès Broggi, kataloński lekarz (zm. 2012)
- 20 maja – James Stewart, amerykański aktor (zm. 1997)
- 23 maja:
  - John Bardeen, amerykański fizyk, laureat Nagrody Nobla (zm. 1991)
  - Tomiko Itooka, japońska superstulatka (zm. 2024)
  - Annemarie Schwarzenbach, szwajcarska pisarka, dziennikarka, fotografka, podróżniczka (zm. 1942)
- 25 maja – Alfred Szczepański, wybitny polski taternik (zm. 1954)
- 26 maja – Robert Morley, aktor teatralny i filmowy, pochodzenia angielskiego (zm. 1992)
- 28 maja – Ian Fleming, pisarz angielski, najbardziej znany z serii kryminałów z Jamesem Bondem w roli głównej (zm. 1964)
- 30 maja:
  - Hannes Alfvén, szwedzki fizyk i astrofizyk (zm. 1995)
  - Mel Blanc, amerykański aktor (zm. 1989)
- 1 czerwca – Jan Bernasiewicz, polski rzeźbiarz ludowy, pamiętnikarz (zm. 1984)
- 9 czerwca:
  - Felicjan Zygmunt Piątkowski, polski kartograf, poligraf (zm. 2004)
  - Elżbieta Wassongowa, polska tłumaczka i redaktor (zm. 2007)
- 11 czerwca – Franciszek Marto, świadek objawienia w Fatimie, święty katolicki (zm. 1919)
- 12 czerwca:
  - Michel Marcel Navratil, francuski filozof pochodzenia słowacko-włoskiego (zm. 2001)
  - Henri Rol-Tanguy, francuski komunista, działacz ruchu oporu (zm. 2002)
  - Marina Siemionowa, rosyjska primabalerina (zm. 2010)
  - Otto Skorzeny, austriacki oficer niemieckich jednostek Waffen-SS, inżynier, przedsiębiorca (zm. 1975)
  - Moufdi Zakaria, algierski poeta (zm. 1977)
- 19 czerwca – Quentin Burdick, amerykański polityk, senator ze stanu Dakota Północna (zm. 1992)
- 21 czerwca:
  - Piotr Dańkowski, polski duchowny katolicki, męczennik, błogosławiony (zm. 1942)
  - Stefan Majchrowicz, białoruski publicysta, krytyk literacki, filolog pochodzenia polskiego (zm. 1981)
  - Fritz Preissler, czechosłowacki saneczkarz pochodzenia niemieckiego (zm. 1948)
  - Stefan Witas, polski piosenkarz, aktor (zm. 2006)
- 23 czerwca:
  - Jakub Burbon, książę Segowii i Andegawenii, legitymistyczny pretendent do tronu Francji(inne języki) (zm. 1975)
  - Karl Warner, amerykański lekkoatleta, sprinter (zm. 1995)
- 25 czerwca – Wilhelm Plaza Hernández, hiszpański duchowny katolicki, męczennik, błogosławiony (zm. 1936)
- 26 czerwca:
  - Salvador Allende, chilijski polityk, prezydent Chile (zm. 1973)
  - Gabriela Pauszer-Klonowska, polska pisarka, tłumaczka (zm. 1996)
- 29 czerwca:
  - Edward Ałaszewski, polski wszechstronny sportowiec, grafik, karykaturzysta (zm. 1983)
  - Leroy Anderson, amerykański kompozytor (zm. 1975)
  - Fritz Feierabend, szwajcarski bobsleista (zm. 1978)
  - Cyrus Gordon, amerykański semitysta, filolog hebrajski pochodzenia żydowskiego (zm. 2001)
  - John Hench, amerykański rysownik, animator (zm. 2004)
  - Virginia Irwin, amerykańska dziennikarka (zm. 1980)
- Erik Lundqvist, szwedzki lekkoatleta, oszczepnik (zm. 1963)
- 30 czerwca – Winston Graham, brytyjski pisarz (zm. 2003)
- 2 lipca:
  - Chaja Goldstein, holenderska tancerka pochodzenia polsko-rosyjsko-żydowskiego (zm. 1999)
  - Mieczysław Michalski, polski przewodnik turystyczny (zm. 2011)
- 6 lipca – Władysław Błądziński, polski michalita, męczennik, błogosławiony katolicki (zm. 1944)
- 7 lipca:
  - Spiro Koleka, albański polityk komunistyczny (zm. 2001)
  - Bolesław Szmidt, polski architekt (zm. 1995)
- 8 lipca:
  - Louis Jordan, amerykański muzyk jazzowy, bluesowy i rhythmandbluesowy (zm. 1975)
  - Marcel Pinel, francuski piłkarz (zm. 1968)
  - Harald Reinl, niemiecki reżyser filmowy (zm. 1986)
  - Nelson Rockefeller, amerykański polityk, działacz Partii Republikańskiej, gubernator stanu Nowy Jork oraz 41. wiceprezydent USA (zm. 1979)
  - Boris Vildé, francuski lingwista, etnolog, działacz ruchu oporu pochodzenia rosyjskiego (zm. 1942)
- 9 lipca – Minor White, amerykański fotograf (zm. 1976)
- 10 lipca – Joanna Lossow, polska zakonnica (zm. 2005)
- 12 lipca:
  - Alois Hudec, czechosłowacki gimnastyk (zm. 1997)
  - Eryk Lipiński, polski karykaturzysta, satyryk, dziennikarz, grafik (zm. 1991)
- 13 lipca:
  - Dorothy Round Little, brytyjska tenisistka (zm. 1982)
  - Alec Rose, brytyjski żeglarz (zm. 1991)
- 14 lipca:
  - Kurt Dalchow, niemiecki bokser (zm. 1959)
  - Małgorzata Doliwa-Dobrowolska, polska pianistka, pedagog muzyczny, sybiraczka (zm. 1990)
  - Bernard Nowacki, polski śpiewak operowy (baryton) (zm. 1995)
- 15 lipca:
  - Jan Anasiewicz, polski kapitan artylerii (zm. 1940)
  - Antoni Wrzosek, polski geograf (zm. 1983)
  - Henryk Zygalski, polski matematyk, kryptolog (zm. 1978)
- 19 lipca – Jozef Brandobur, słowacki taternik, instruktor taternictwa, publicysta, tłumacz (zm. 1976)
- 22 lipca – Jerzy Kornacki, polski prozaik (zm. 1981)
- 23 lipca:
  - Karl Swenson, amerykański aktor (zm. 1978)
  - Elio Vittorini, włoski pisarz, tłumacz (zm. 1966)
- 25 lipca:
  - Alfons Pellowski, polski muzyk, naukowiec, publicysta i pedagog (zm. 1977)
  - Stanisław Kasznica, ostatni komendant Narodowych Sił Zbrojnych (zm. 1948)
  - Bolesław Kostkiewicz, polski dowódca wojskowy podpułkownik Wojska Polskiego (zm. 2011)
  - Bronisław Czech, najwszechstronniejszy polski narciarz okresu międzywojennego, taternik (zm. 1944)
- 26 lipca – Mieczysław Klimaszewski, polski geograf i geomorfolog, działacz państwowy (zm. 1995)
- 29 lipca – Tymoteusz Trojanowski, polski franciszkanin, męczennik, błogosławiony katolicki (zm. 1942)
- 1 sierpnia – Maria Younga-Mikulska, polska szybowniczka (zm. 1987)
- 2 sierpnia:
  - Wołodymyr Szajan, ukraiński filozof, orientalista-sanskrytolog, religioznawca, psycholog, nauczyciel, poeta, prozaik, tłumacz (zm. 1974)
  - Kardos Tibor, węgierski historyk literatury, tłumacz, filolog (zm. 1973)
- 6 sierpnia:
  - Roman Drews, polski profesor doktor habilitowany (zm. 1977)
  - Zbigniew Skolicki, polski polityk, prezydent Krakowa (zm. 1971)
- 11 sierpnia:
  - Paolo Monti, włoski fotograf (zm. 1982)
  - Edward Stutterheim, holenderski żeglarz, medalista olimpijski (zm. 1977)
  - Alina Wawrzyńczykowa, polska historyk (zm. 1997)
- 13 sierpnia – Willi Beuster, niemiecki polityk (zm. 1981)
- 16 sierpnia – Stefan Wesołowski, polski lekarz (prof.), chirurg-urolog, autor publikacji specjalistycznych i pamiętnikarskich (zm. 2009)
- 18 sierpnia – Gerard Bańka, polski ksiądz rzymskokatolicki, dziekan dekanatu chorzowskiego. Szykanowany przez władze PRL (zm. 1992)
- 21 sierpnia – Carl Sandblom, szwedzki żeglarz, medalista olimpijski (zm. 1984)
- 23 sierpnia – Arthur Adamov, rosyjski pisarz (zm. 1970)
- 26 sierpnia – Bronisław Kupczyński, polski polityk, prezydent Wrocławia (zm. 1994)
- 27 sierpnia – Lyndon B. Johnson, 36 prezydent USA (zm. 1973)
- 30 sierpnia – Fred MacMurray, amerykański aktor (zm. 1991)
- 2 września – Walentin Głuszko, rosyjski specjalista techniki rakietowej (zm. 1989)
- 18 września – Wiktor Ambarcumian, ormiański astronom (zm. 1996)
- 19 września – Mika Waltari, fiński powieściopisarz (zm. 1979)
- 22 września:
  - Herbert Bednorz, polski duchowny katolicki, biskup katowicki (zm. 1989)
  - Antonina Partyka, polska superstulatka (zm. 2020)
- 24 września – Alina Scholtz, polska architekt zieleni (zm. 1996)
- 25 września – Eugen Suchoň, słowacki kompozytor (zm. 1993)
- 27 września – Thomas A. Wofford, amerykański prawnik, polityk, senator ze stanu Karolina Południowa (zm. 1978)
- 30 września – Johanna Budwig, niemiecka chemik (zm. 2003)
- 1 października – Giuseppe Casoria, włoski duchowny katolicki, kardynał (zm. 2001)
- 6 października:
  - Carole Lombard, amerykańska aktorka filmowa (zm. 1942)
  - Edward Kaźmierczak, polski działacz komunistyczny, prezydent Łodzi (zm. 2002)
- 9 października – Jim Folsom, amerykański polityk, gubernator stanu Alabama (zm. 1987)
- 13 października – Henryk Morant Pellicer, hiszpański duchowny katolicki, męczennik, błogosławiony (zm. 1936)
- 16 października:
  - Enver Hoxha, albański polityk komunistyczny, premier i przywódca Albanii (zm. 1985)
  - Kuzman Sotirović, serbski piłkarz (zm. 1990)
- 17 października – Kenji Miyamoto, japoński polityk komunistyczny (zm. 2007)
- 22 października – Jan Hećko, polski działacz komunistyczny (zm. 1962)
- 25 października – Adyliusz Daronch, brazylijski męczennik, błogosławiony katolicki (zm. 1924)
- 27 października:
  - Beniamin Julian, hiszpański lasalianin, męczennik, święty katolicki (zm. 1934)
  - Lee Krasner, amerykańska malarka pochodzenia rosyjskiego (zm. 1984)
- 30 października:
  - Zygmunt Albert, profesor nauk medycznych, pierwszy rektor Akademii Medycznej we Wrocławiu (zm. 2001)
  - Dmitrij Ustinow, radziecki dowódca wojskowy, marszałek ZSRR, polityk (zm. 1984)
- 4 listopada:
  - Józef Rotblat, polski fizyk, radiobiolog, laureat Pokojowej Nagrody Nobla pochodzenia żydowskiego (zm. 2005)
  - Stanisław Ziemba, polski dziennikarz, polityk, poseł na Sejm PRL (zm. 1972)
- 14 listopada – Joseph McCarthy, amerykański polityk, senator ze stanu Wisconsin (zm. 1957)
- 21 listopada – Józef Szaflarski, polski geograf, profesor (zm. 1989)
- 28 listopada – Claude Lévi-Strauss, francuski antropolog (zm. 2009)
- 29 listopada – Franciszek Jagusztyn, polski polityk ludowy (zm. 1968)
- 30 listopada – Gérard de Piolenc, francuski żeglarz, olimpijczyk (zm. 1979)
- 2 grudnia – Helena Bechlerowa, polska pisarka i tłumaczka (zm. 1995)
- 3 grudnia – Anna Sten, radziecka aktorka pochodzenia ukraińskiego (zm. 1993)
- 8 grudnia – Zenon Kliszko, polski podporucznik, polityk, poseł do KRN, wicemarszałek Sejmu PRL (zm. 1989)
- 10 grudnia – Olivier Messiaen, francuski kompozytor, organista, nauczyciel i z zamiłowania ornitolog (zm. 1992)
- 11 grudnia:
  - Elliott Carter, amerykański kompozytor (zm. 2012)
  - Aleksander Janta-Połczyński, polski prozaik, poeta, dziennikarz, publicysta (zm. 1974)
  - Manoel de Oliveira, portugalski reżyser filmowy (zm. 2015)
  - Waldemar Preiss – polski duchowny luterański, redaktor (zm. 1973)
- 13 grudnia – Helena Romanowska, białoruska pisarka pochodzenia polskiego (zm. 1980)
- 14 grudnia:
  - Dariusz Acosta Zurita, meksykański duchowny katolicki, męczennik, błogosławiony (zm. 1931)
  - Julian Groblicki, polski duchowny katolicki, biskup pomocniczy krakowski (zm. 1995)
- 17 grudnia – Willard Libby, amerykański chemik, laureat Nagrody Nobla (zm. 1980)
- 19 grudnia – Kazimierz Paszucha, polski taternik, alpinista, chemik (zm. 1990)
- 20 grudnia – Władysława Kostakówna, polska laureatka konkursów piękności (zm. 2001)
- 22 grudnia – Zofia Feder, polska działaczka komunistyczna żydowskiego pochodzenia (zm. 1967)
- 24 grudnia – Adam Marczyński, polski malarz, grafik i scenograf (zm. 1985)
- 25 grudnia – Mieczysław Bibrowski, polski prawnik, dziennikarz, poeta, tłumacz (zm. 2000)
- 27 grudnia – Zdzisław Goliński, polski duchowny katolicki, biskup pomocniczy lubelski, biskup częstochowski (zm. 1963)
- 31 grudnia – Szymon Wiesenthal, żydowski działacz, tropiciel hitlerowskich zbrodniarzy wojennych, inżynier architekt (zm. 2005)

data dzienna nieznana:
- Lucien Botovasoa, męczennik z Madagaskaru, błogosławiony katolicki (zm. 1947)
- Lída Hynková, czeska taterniczka, malarka i doktor prawa (zm. 1988)
- Matthias Nitsch, spiskoniemiecki taternik, przewodnik i ratownik tatrzański
- Grant Suiter, Chicago, członek Ciała Kierowniczego Świadków Jehowy (zm. 1983)

## Zmarli
- 3 stycznia – Charles Augustus Young(inne języki), amerykański astrofizyk (ur. 1834)
- 25 stycznia – Michaił Czigorin (ros. Михаил Иванович Чигорин), rosyjski szachista (ur. 1850)
- 28 stycznia – Józef Freinademetz, włoski werbista, misjonarz, święty katolicki (ur. 1852)
- 2 lutego – Ludwik Brisson, francuski duchowny katolicki, założyciel Oblatek i Oblatów św. Franciszka Salezego, błogosławiony (ur. 1817)
- 16 lutego - Andrej Kmeť, słowacki ksiądz katolicki, a także archeolog, geolog, paleontolog, botanik, etnograf i historyk (ur. 1841)
- 28 lutego – Pat Garrett, amerykański stróż prawa, znany głównie jako zabójca Billy’ego Kida (ur. 1850)
- 11 marca:
  - Edmondo De Amicis, włoski pisarz (ur. 1846)
  - Josef Hlávka, czeski architekt, filantrop (ur. 1831)
- 21 marca – Wołodymyr Antonowycz, ukraiński historyk, archeolog, etnograf (ur. 1834)
- 25 marca – Małgorzata Flesch, niemiecka zakonnica, błogosławiona katolicka (ur. 1826)
- 26 marca – Magdalena Morano, włoska salezjanka, błogosławiona katolicka (ur. 1847)
- 12 kwietnia – Andrzej Potocki, polityk polski, namiestnik Galicji i Lodomerii z ramienia Franciszka Józefa (ur. 1861)
- 17 maja – Karl Koldewey, niemiecki żeglarz, kapitan marynarki i badacz polarny (ur. 1837)
- 21 czerwca – Nikołaj Rimski-Korsakow, rosyjski kompozytor (ur. 1844)
- 22 czerwca – Władysław Garbiński, polski rotmistrz armii rosyjskiej, jeździec, prezydent Kielc (ur. 1865)
- 24 czerwca – Grover Cleveland, dwudziesty drugi i dwudziesty czwarty prezydent USA (ur. 1837)
- 22 lipca – William Randal Cremer, brytyjski działacz robotniczy i pokojowy; laureat Pokojowej Nagrody Nobla w 1903 roku (ur. 1838)
- 24 lipca – Walter Leistikow, niemiecki malarz i grafik (ur. 1865)
- 5 sierpnia – Walery Antoni Wróblewski, generał polski, uczestnik Komuny Paryskiej (ur. 1836)
- 25 sierpnia – Henri Becquerel, francuski fizyk i chemik, w 1903 otrzymał Nagrodę Nobla (ur. 1852)
- 30 sierpnia – Alexander Peter Stewart, amerykański generał (ur. 1821)
- 4 września – Thomas Judson, walijski rugbysta (ur. 1857)
- 30 września – Karol Estreicher, polski historyk literatury i teatru, krytyk literacki (ur. 1827)
- 9 października – Józef Montwiłł-Mirecki, socjalista, bojownik PPS (ur. 1879)
- 12 listopada – Charles Tillie, irlandzki rugbysta (ur. 1864)
- 15 listopada – Cixi, cesarzowa Chin (ur. 1835)
- 1 grudnia – Izaak Cylkow, polski rabin i kaznodzieja, tłumacz Biblii Hebrajskiej (ur. 1841)

## Zdarzenia astronomiczne
- 3 stycznia – całkowite zaćmienie Słońca

## Nagrody Nobla
- z fizyki – Gabriel Lippmann
- z chemii – Ernest Rutherford
- z medycyny – Ilja Miecznikow, Paul Ehrlich
- z literatury – Rudolf Eucken
- nagroda pokojowa – Klas Pontus Arnoldson, Fredrik Bajer

## Święta ruchome
- Tłusty czwartek: 27 lutego
- Ostatki: 3 marca
- Popielec: 4 marca
- Niedziela Palmowa: 12 kwietnia
- Pamiątka śmierci Jezusa Chrystusa: 14 kwietnia
- Wielki Czwartek: 16 kwietnia
- Wielki Piątek: 17 kwietnia
- Wielka Sobota: 18 kwietnia
- Wielkanoc: 19 kwietnia
- Poniedziałek Wielkanocny: 20 kwietnia
- Wniebowstąpienie Pańskie: 28 maja
- Zesłanie Ducha Świętego: 7 czerwca
- Boże Ciało: 18 czerwca